# بيتر غريس
بيتر غريس (بالإنجليزية: Peter Grace)‏ هو جندي أمريكي، ولد في 18 مارس 1845 في لينسبوروغ في الولايات المتحدة، وتوفي في 27 مارس 1914.